# Hrabstwo Muscatine

Piramida wieku hrabstwa

Hrabstwo Muscatine – hrabstwo położone w USA w stanie Iowa z siedzibą w mieście Muscatine. Założone 7 grudnia 1836 roku.

## Miasta
| - Atalissa - Blue Grass - Durant - Conesville - Fruitland - Muscatine | - Nichols - Stockton - Walcott - West Liberty - Wilton |

## Drogi główne
- U.S. Highway 6
- U.S. Highway 61
- Iowa Highway 22
- Iowa Highway 38
- Iowa Highway 70
- Iowa Highway 92

## Sąsiednie hrabstwa
- Hrabstwo Cedar
- Hrabstwo Scott
- Hrabstwo Rock Island
- Hrabstwo Louisa
- Hrabstwo Johnson